# Klemens Henryk Sokalski

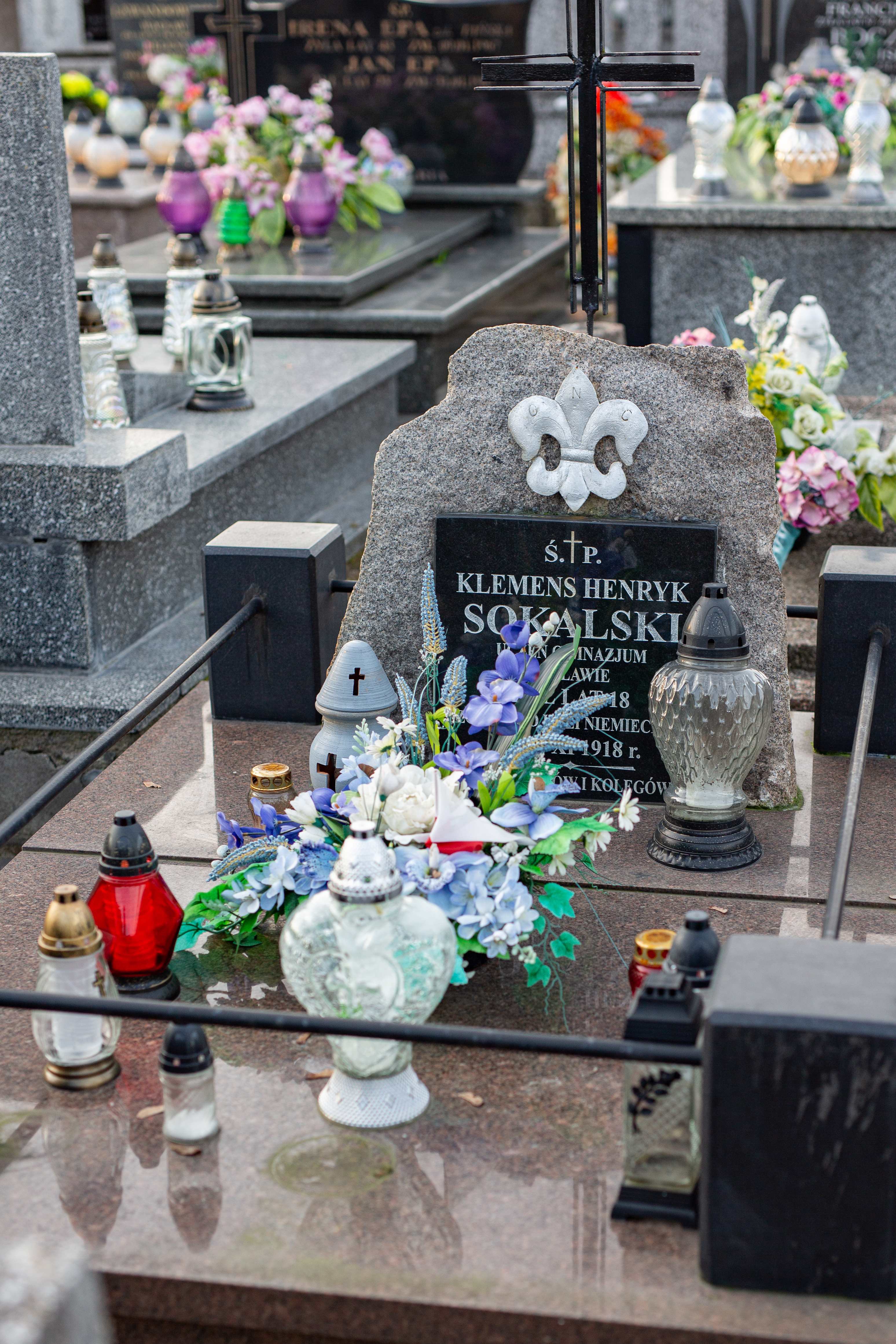
nagrobek Klemensa Henryka Sokalskiego na cmentarzu parafialnym w Mławie

Klemens Henryk Sokalski pseud. "Popielina", "Woynicz" ur. 13 listopada 1900 w Niegocinie zm. 12 listopada 1918 w Mławie. Uczeń Szkoły Handlowej w Mławie, harcerz i drużynowy, dowódca plutonu szkolnego Polskiej Organizacji Wojskowej i członek oddziału bojowego odpowiedzialnego za działania dywersyjne i likwidację niemieckich agentów. Bohater walk o niepodległość lokalnej społeczności.

## Życiorys
Urodził się 13 listopada 1900 roku w Niegocinie jako syn Karola, zarządcy, ekonoma, majątku ziemskiego w Lipowcu Kościelnym i Antonimy ze Strużyńskich. Ochrzczony w kościele w Lipowcu Kościelnym w dniu 25 listopada 1900. Miał młodszą o dwa lata siostrę Antoninę. Szkołę powszechną ukończył w rodzinnej miejscowości po czym rozpoczął naukę w mławskiej Szkole Handlowej, której kontynuatorem jest współczesne Liceum Ogólnokształcące im. Stanisława Wyspiańskiego w Mławie. W szkole tej, w roku 1916,  wstąpił do działającej w konspiracji drużyny harcerskiej im. Księcia Józefa Poniatowskiego aby w roku 1918 zostać jej drużynowym w miejsce poprzednika Lucjana Hikerta. Równolegle z przynależnością do drużyny harcerskiej, od roku 1916 należał do szkolonego pluton POW i do utworzonego w roku 1918 oddziału bojowego prowadzącego działania dywersyjne na terenie powiatu i miasta Mławy. W konspiracji posługiwał się pseudonimami Popielina i Woynicz. 

## Okoliczności śmierci
W listopadzie 1918 brał czynny udział w rozbrajaniu Niemców na terenie miasta Mława.  Otrzymał rozkaz aby wraz z Jerzym Markuszewskim ze szkolnego plutonu POW, odprowadzić za miasto niemieckich żandarmów zatrzymanych w budynku mławskiej Spójni.  Według innej relacji, nie eskortował żandarmów za miasto, lecz ruszył w pościg konno za niemieckim oddziałem zmierzającym w kierunku granicy w Iłowie.  We wsi Mławka w okolicach młyna na Mławce żandarmi zaczęli strzelać do eskortujących ich mławskich gimnazjalistów. Obaj chłopcy zostali postrzeleni a rany Sokalskiego, ranionego z pistoletu okazały się śmiertelne. Ranni chłopcy zostali przewiezieniu do mławskiego szpitala powiatowego przy ulicy Niborskiej, w którym  12 listopada, dokładnie w przeddzień osiemnastych urodzin, w nocy o godzinie jedenastej Henryk Sokalski zmarł. W chwili śmierci miał 17 lat. Na nagrobku widnieje wzmianka, że żył lat osiemnaście.

## Upamiętnienie

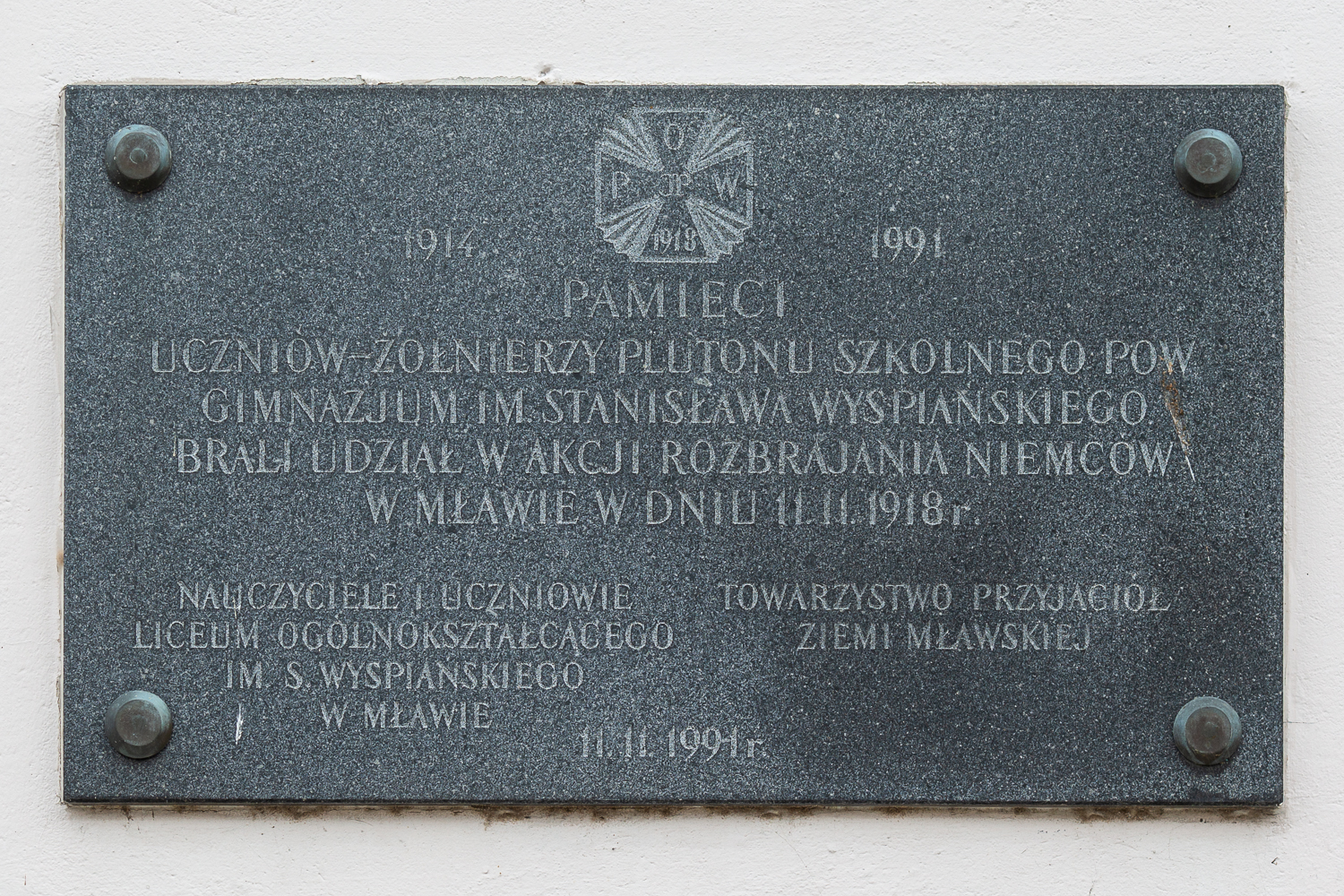
tablica upamiętniającą uczniów szkoły, członków szkolnego oddziału POW biorących udział w rozbrajaniu niemców 11-11-1918

Śmierć Sokalskiego wywołała poruszanie wśród Mławian a on sam stał się bohaterem narodowych walk o niepodległość. Został pochowany uroczyście na cmentarzu parafialnym przy kościele św. Wawrzyńca,  a jego pogrzeb przerodził się w wielką religijno-patriotyczną manifestację. Sokalski był żegnany niczym bohater. Społeczeństwo Mławy ufundowało Sokalskiemu nagrobek z nagrobną stelą z granitowego głazu, w formie stylizowanej na polną mogiłę.
- Po śmierci sokalskiego w sali rekreacyjnej gimnazjum wmurowano i poświęcono tablicę pamiątkowa ku jego czci, zniszczoną podczas II wojny światowej. Ze względu na sytuację polityczną po wojnie nie została zrekonstruowana[1].
- W 1991 roku, uczniowie nauczyciele Liceum Ogólnokształcącego im. Stanisława Wyspańskiego w Mławie  oraz członkowie Towarzystwa Przyjaciół Ziemi Mławskiej ufundowali tablicę, wmurowaną  na frontonie budynku liceum, poświęconą pamięci uczniów-żołnierzy plutony szkolnego POW Gimnazjum im. Stanisława Wyspiańskiego, biorących udział w akcji rozbrajania niemców w dniu 11 listopada 1918[1]
- W roku 1983 rozkazem nr 14/83 Naczelnika Związku Harcerstwa Polskiego, Henryka Sokalskiego ustanowiono patronem Hufca ZHP w Mławie[2][3][4][5].
- Henryk Sokalski jest  patronem jednej z mławskich ulic.
- Rok 2018 został przez Radę Miasta Mławy uchwalony rokiem Klemensa Henryka Sokalskiego[5].